# Stoenești (gmina w okręgu Ardżesz)
Stoenești – gmina w Rumunii, w okręgu Ardżesz. Obejmuje miejscowości Bădeni, Cotenești, Lunca Gârții, Piatra, Slobozia, Stoenești i Valea Bădenilor. W 2011 roku liczyła 4379 mieszkańców.